# Jamnik (budynek)

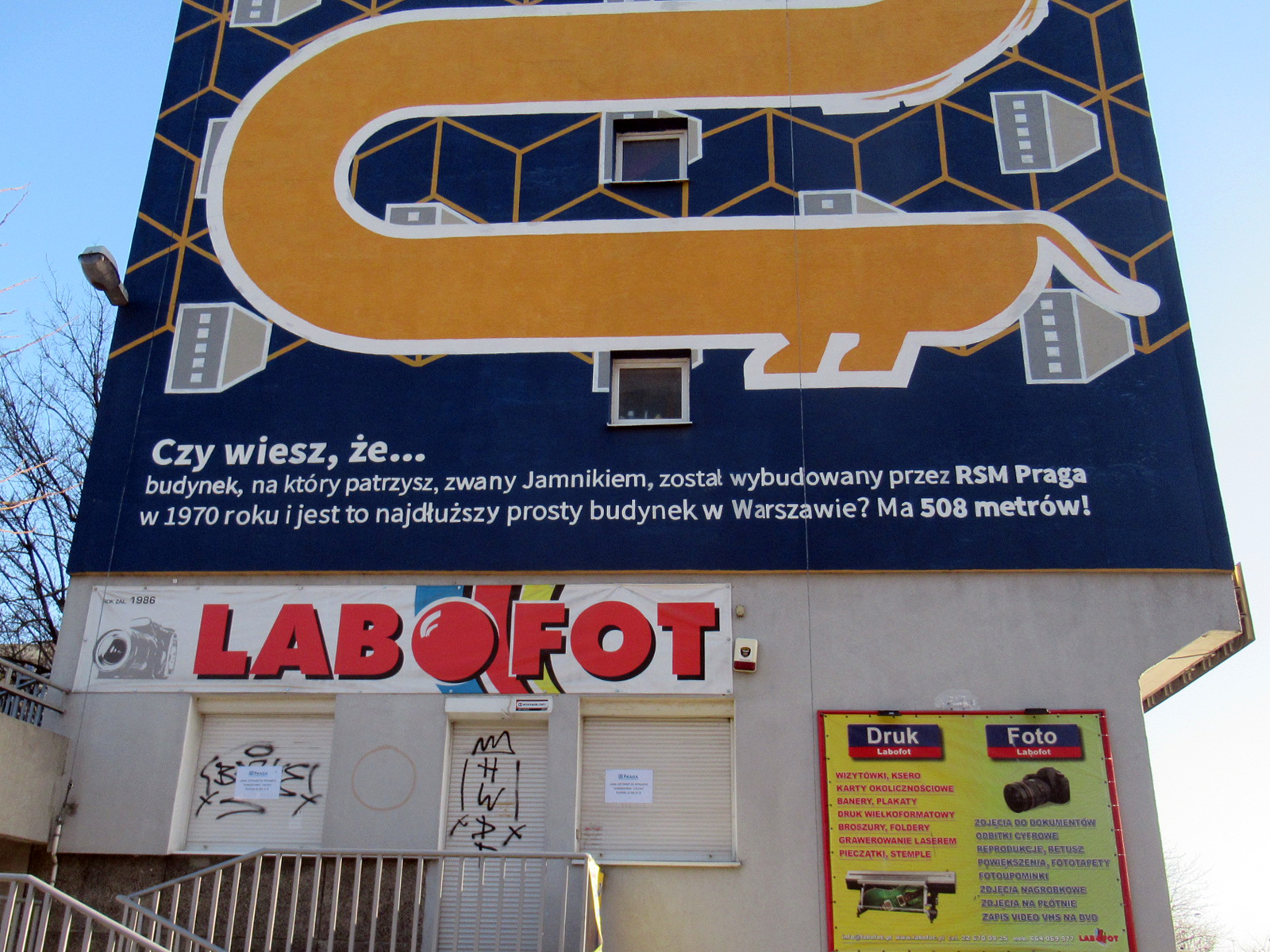
Mural na bocznej ścianie budynku

Jamnik, także deska lub mrówkowiec − blok mieszkalny znajdujący się przy ul. Kijowskiej 11 w dzielnicy Praga-Północ w Warszawie.
Budynek ma 508 metrów długości i jest uważany za najdłuższy budynek mieszkalny w Warszawie. Jednak na Przyczółku Grochowskim w dzielnicy Praga-Południe znajduje się inny blok mieszkalny, nazywany zwyczajowo Pekinem, o długości około 1,5 km. Nie tworzy on jednej linii jak budynek przy ul. Kijowskiej, a jego części mają różne adresy.

## Opis
Budynek został wzniesiony w latach 1971−1973 w południowej części osiedla Szmulowizna, naprzeciwko dworca Warszawa Wschodnia, według projektu Jana Kalinowskiego. Budynek miał zasłonić nieatrakcyjną zabudowę Szmulowizny przed wzrokiem podróżnych wysiadających na reprezentacyjnym placu przed dworcem. Inwestorem była Robotnicza Spółdzielnia Mieszkaniowa „Praga”.
Nowo wybudowany budynek budził zachwyt dziennikarzy, jednak zaprojektowano w nim małe mieszkania o niezbyt funkcjonalnym rozkładzie. Ma 430 mieszkań w 43 klatkach schodowych i 132 garaże. W każdej klatce jest 10 mieszkań. Okna wszystkich wychodzą na dwie strony budynku. W 2008 mieszkało w nim ponad 1200 mieszkańców.
Aby przerwać monotonię budynku, planowano wznieść przed nim pawilony handlowe tworzące grzebień, planu jednak nie zrealizowano.
W 2017 na bocznej ścianie budynku (od strony ul. Markowskiej) umieszczono mural z wizerunkiem jamnika, który ma przypominać, że jest to najdłuższy prosty budynek stolicy. Oprócz wizerunku psa umieszczono tam również m.in. logo właściciela, Robotniczej Spółdzielni Mieszkaniowej „Praga”, i krótką informacja o budynku wraz z rokiem jego budowy (1970).

## W kulturze masowej
- W 2004 brytyjski zespół Travis nakręcił w budynku i na jego podwórkach teledysk Love Will Come Through[14].